# Personal (novela)
La novela "Personal", escrita por el escritor británico Lee Child, es el decimonoveno libro de las series de Jack Reacher.

## Sinopsis
Un francotirador atenta contra la vida del Presidente de la República Francesa en París con un fusil de gran alcance pero fracasa en el intento.
En la pequeña lista de sospechosos figura uno a quien Reacher mandó a prisión tiempo atrás y de quien se sabe que le ha jurado eterna venganza. Así que nadie mejor que el legendario exinvestigador militar para darle caza. Y con urgencia, porque los líderes del mundo van a reunirse inminentemente en el G-8 de Londres y cualquiera de ellos puede acabar siendo objetivo del francotirador y desencadenarse una crisis internacional.